# C19orf66
C19orf66 (англ. Chromosome 19 open reading frame 66) – білок, який кодується однойменним геном, розташованим у людей на короткому плечі 19-ї хромосоми. Довжина поліпептидного ланцюга білка становить 291 амінокислот, а молекулярна маса — 33 110.
| 10         |  | 20         |  | 30         |  | 40         |  | 50         |
| ---------- |  | ---------- |  | ---------- |  | ---------- |  | ---------- |
| MSQEGVELEK |  | SVRRLREKFH |  | GKVSSKKAGA |  | LMRKFGSDHT |  | GVGRSIVYGV |
| KQKDGQELSN |  | DLDAQDPPED |  | MKQDRDIQAV |  | ATSLLPLTEA |  | NLRMFQRAQD |
| DLIPAVDRQF |  | ACSSCDHVWW |  | RRVPQRKEVS |  | RCRKCRKRYE |  | PVPADKMWGL |
| AEFHCPKCRH |  | NFRGWAQMGS |  | PSPCYGCGFP |  | VYPTRILPPR |  | WDRDPDRRST |
| HTHSCSAADC |  | YNRREPHVPG |  | TSCAHPKSRK |  | QNHLPKVLHP |  | SNPHISSGST |
| VATCLSQGGL |  | LEDLDNLILE |  | DLKEEEEEEE |  | EVEDEEGGPR |  | E          |

A: Аланін

C: Цистеїн

D: Аспарагінова кислота

E: Глутамінова кислота

F: Фенілаланін

G: Гліцин

H: Гістидин

I: Ізолейцин

K: Лізин

L: Лейцин

M: Метіонін

N: Аспарагін

P: Пролін

Q: Глутамін

R: Аргінін

S: Серин

T: Треонін

V: Валін

W: Триптофан

Задіяний у таких біологічних процесах, як противірусний захист, ацетилювання, альтернативний сплайсинг. 
Білок має сайт для зв'язування з РНК. 
Локалізований у цитоплазмі, ядрі.